# بالیقچی‌لار
بالیقچی‌لار (به لاتین: Balıqçılar به معنی ماهی‌گیران، همچنین Pamyat Lenina پامیات لنینا) یک منطقه مسکونی در جمهوری آذربایجان است که در شهرستان لنکران واقع شده‌است. بالیقچی‌لار ۲۴۵۵ نفر جمعیت دارد.
این آبادی در انتهایی‌ترین ناحیه شبه‌جزیره ساری و پیش از ورود به پارک ملی قزل‌آغاج قرار دارد.